# Julia Wernio
Julia Wernio – polska reżyserka teatralna.
Jest absolwentką wydziału filologii polskiej na Uniwersytecie Wrocławskim i Wydziału Reżyserii Dramatu w PWST w Krakowie. Jest jedną z założycieli Teatru im. Stanisława Ignacego Witkiewicza w Zakopanem. Reżyserowała w takich teatrach jak: Teatr Nowy w Poznaniu, Teatr im. Juliusza Słowackiego w Krakowie, Teatr Polski we Wrocławiu, Teatr Dramatyczny im. Jana Kochanowskiego w Opolu. 
W latach 1992–1994 była dyrektorem naczelnym i artystycznym Teatru Współczesnego we Wrocławiu, w latach 1995–2004 dyrektor naczelny i artystyczny Teatru Miejskiego w Gdyni im. Witolda Gombrowicza, od 2005 kierownik artystyczny w Teatrze im. Wandy Siemaszkowej w Rzeszowie.